# Mucoromycotina
Die Mucoromycotina sind eine erst 2007 erstbeschriebene Unterabteilung von Pilzen, die die Kerngruppen der früheren Jochpilze beinhaltet.

## Merkmale
Es sind saprobiontisch lebende Pilze oder gallen-bildende, nicht-haustorienbildende Mykoparasiten oder Ektomykorrhiza bildende Arten. Das Myzel ist verzweigt, in jungem Zustand coenocytisch. Manchmal werden Wände (Septen) gebildet, die zur Reife Mikrosporen enthalten. Die ungeschlechtliche Vermehrung erfolgt über Sporangien, Sporangiolen oder Merosporangien, selten über Chlamydosporen, Arthrosporen oder Blastosporen. Die sexuelle Vermehrung erfolgt durch mehr oder weniger runde Zygosporen, die an Suspensoren gebildet werden.

## Systematik
Die Mucoromycotina umfassen mit den Mucorales die Kerngruppe der früheren Jochpilze. Diese werden derzeit als nicht gültig publiziertes Taxon angesehen, zudem sind sie polyphyletisch. In der aktuellen Systematik der Pilze wurden daher die Jochpilze aufgelöst. Nach Spatafora und Mitarbeitern (2016) bilden die Arbuskulären Mykorrhizapilze eine Unterabteilung (Glomeromycotina)  zusammen mit den 2 weiteren Unterabteilungen Mortierellomycotina und Mucoromycotina die Abteilung der Mucoromycota. Diese Einteilung wurde aber noch nicht generell anerkannt.
- Ordnung Mucorales
- Ordnung Endogonales
- Ordnung Mortierellales